# Fredrik Gyllenborg (1698–1759)
Fredrik Gyllenborg, född 12 juli 1698, död 25 augusti 1759, var en svensk greve, president och politiker.

## Biografi
Fredrik Gyllenborgs far Jacob Volimhaus adlades 1680 och blev 1695, tre år innan Fredrik Gyllenborg föddes, greve och upptog i samband med adlandet det nya släktnamnet. Modern var friherrinnan Anna Catharina Thegner, dotter i sin tur till Olof Thegner och Catharina Gerdes. Faderns släkt hade inkallats till Sverige som apotekare. Modern hade en genuin borgerlig bakgrund, av samma släkt som Johan Gerdesköld, ättling till Simon Depken, och mormodern var delägare i Skultuna mässingsbruk. Fredrik Gyllenborg var föräldrarnas yngsta barn i en stor syskonskara.
Han antogs 1710 till page hos änkedrottningen Hedvig Eleonora, men lämnade 1715 denna befattning, ingick 1716 i Svea hovrätt och fick 1733 Gotlands lagsaga, som han 1737 utbytte mot Närkes. Sedan 1722 var han därjämte kammarherre.
Gyllenborg anträdde sin politiska bana vid riksdagen 1731 och framträdde genast som en av Arvid Horns farligaste och mest verksamma motståndare. Hans konst var den politiske intrigörens, och som sådan tillhör han frihetstidens skickligaste och samvetslösaste partimän, överträffad endast av den ryktbare ränksmidaren Karl Fredrik Pechlin.
Gyllenborg syntes ej mycket själv i det parlamentariska livet. Han "hördes aldrig på riddarhuset, men styrde". Han var aldrig medlem av sekreta utskottet trots sin inflytelserika ställning, men var under flera årtionden ständig medlem av hattpartiets hemliga konselj, dess främste agitator, mututdelare och samvetsköpare.
Med fulländad skicklighet uppgjorde han partiets operationsplaner för kommande riksdagar, visste att upptäcka och begagna varje splittring i motståndarnas led, välja rätta ögonblicket för en motion eller en votering och dylikt. Han ansågs vara den, som infört riksdagsklubbarna i vårt politiska liv vid riksdagen 1738. Han hade även högsta ledningen av hattarnas partikassa. Men hans oegennytta och ärlighet voro ej höjda över misstankar, och vid 1755 års riksdag överflyttades detta förtroendeuppdrag efter franske ministern d'Havrincourts önskan på den unge Pechlin, ehuru man ej alldeles vågade utestänga Gyllenborg, från handhavandet av partimedlen.
Gyllenborg tillhörde också hattarnas mest hatade personer, och vid dalkarlarnas inmarsch i Stockholm 1743 fann han för gott att fly ur staden. Naturligtvis belönades Gyllenborgs partiförtjänster vid flera tillfällen. Från 1741 till sin död var han bankofullmäktig. 1747 rekommenderades han av ständerna till befordran till president vid blivande ledighet och utnämndes 1750 till president i Bergskollegium. Från 1754 var han fullmäktig i Järnkontoret. 1756 erhöll han en hedersgåva av 60,000 dal. smt såväl för "det oförtrutna nit han haft om bankens förkofran" som ock för hans "outtröttliga och oförskräckta arbete till frihetens befästande". Dessutom erhöll hans son ett reseanslag av ständerna.
Under senare delen av sitt liv gick Gyllenborg mer och mer upp i de ekonomiska ärendena, framförallt bankens ledning. Han var bankofullmäktiges ordförande och bar till väsentlig del ansvaret för hattarnas slösande, lättfärdiga och partiska finanspolitik. Själv begagnade han sig för övrigt hänsynslöst av sin ställning till egen fördel. Han var en av bankens största låntagare, köpte bruk och egendomar med bankens pengar och hade personlig fördel av, att pappersmyntet, varmed han skulle gälda sina lån, sjönk i värde. Han undgick emellertid den stundande vidräkningen med hattpartiets finansiella synder, i det att han avled, innan ännu olyckorna hunnit bryta in över hans parti.

## Giftermål och familj
Fredrik Gyllenborg gifte sig den 27 april 1729 med friherrinnan Elisabeth Stierncrona. Hon var bara 15 år när hon gifte sig med den 16 år äldre maken. Hon födde de nio barn åren 1730–1744 och av dessa kom sju att överleva henne. Fem var döttrar, varav fyra var i livet när hon skrev Råd till mina barn. Bruden förde med sig en betydande förmögenhet i boet, bland annat egendomar i Uppland och ett stenhus i Stockholm, där familjen sedan ofta residerade. Under sin glansperiod utgjordes hushållets bas av ett ansenligt gårds- och bruksimperium.

### Barnen
- Gustaf Adolf Gyllenborg 1743-1789